# Ronnie Jowa
Ronnie Jowa (22 settembre 1968) è un ex calciatore ed ex giocatore di calcio a 5 zimbabwese.

## Carriera
Come massimo riconoscimento in carriera vanta la partecipazione, con la Nazionale di calcio a 5 dello Zimbabwe, al FIFA Futsal World Championship 1989 nel quale la selezione africana si è fermata al primo turno, affrontando Stati Uniti, Italia e Australia.